# Фридрих Липпский
Фридрих Альбрехт Август Липпский (нем. Friedrich Albrecht August zur Lippe; 8 декабря 1797, Детмольд — 20 октября 1854, Лемго) — немецкий аристократ. Офицер Ганноверской и Австрийской армии.

## Биография
Фридрих родился 8 декабря 1797 года. Он был младшим сыном князя Липпе Леопольда I (1767—1802) и Паулины Ангальт-Бернбургской (1769—1820). Паулина была регентшей княжества Липпе с 1802 по 1820 год.
В 1802 году, после смерти отца, его брат Леопольд стал князем Липпе, а Фридрих наследным принцем, так как у его брата не было детей. В 1821 году, после рождения племянника, потерял титула наследника.
С 27 декабря 1816 года Фридрих числился в рядах Ганноверской армии, в звании подполковника, в 1-м гвардейском гусарском полку. 30 марта 1824 года он был принят в Ганноверский королевский 1-й уланский полк. Годом ранее был награжден Командорским крестом ордена Гвельфа. В начале 1829 года, он ушёл из ганноверской армии чине полковника, и отправился в Австрию.
18 апреля 1829 года Фридрих вступил в ряды Императорской армии Австрии в качестве сверхштатного майора саксонских кирасиров. В июле того же года Фридрих был переведен в 5-й драгунский полк, а в феврале 1830 года - в 4-й кирасирский полк. Он ушёл в отставку 12 декабря 1845 года в чине полковника. 
Фридрих был кавалером Большого креста Королевского португальского ордена Башни и Меча.
Он был владельцем Липпехофа с 1820 года до своей смерти.
Фридрих скончался 20 октября 1854 года. Он никогда не был женат и детей не имел. После его смерти он был похоронен в Липпегартене.